# Corsomyza capensis
Corsomyza capensis är en tvåvingeart som beskrevs av Hesse 1938. Corsomyza capensis ingår i släktet Corsomyza och familjen svävflugor. Inga underarter finns listade i Catalogue of Life.